# 압해 동서리 선돌
압해 동서리 선돌은 전라남도 신안군 압해읍 동서리, 도창마을에 있는 '선돌', '송장수 지팡이', '장군바위' 등으로 불리는 대형 입석이다. 2000년 1월 31일 신안군의 향토유적 제3호로 지정되었다.

## 참고 자료
- 동서리 선돌 - 신안군청 / 향토자료